# Krzysztof Ostasiuk
Krzysztof „Uriah” Ostasiuk (ur. 7 lipca 1961, zm. 13 kwietnia 2002 w Warszawie) – polski wokalista rockowy. Związany z zespołami Fatum, Hetman, Deef, Zefir.

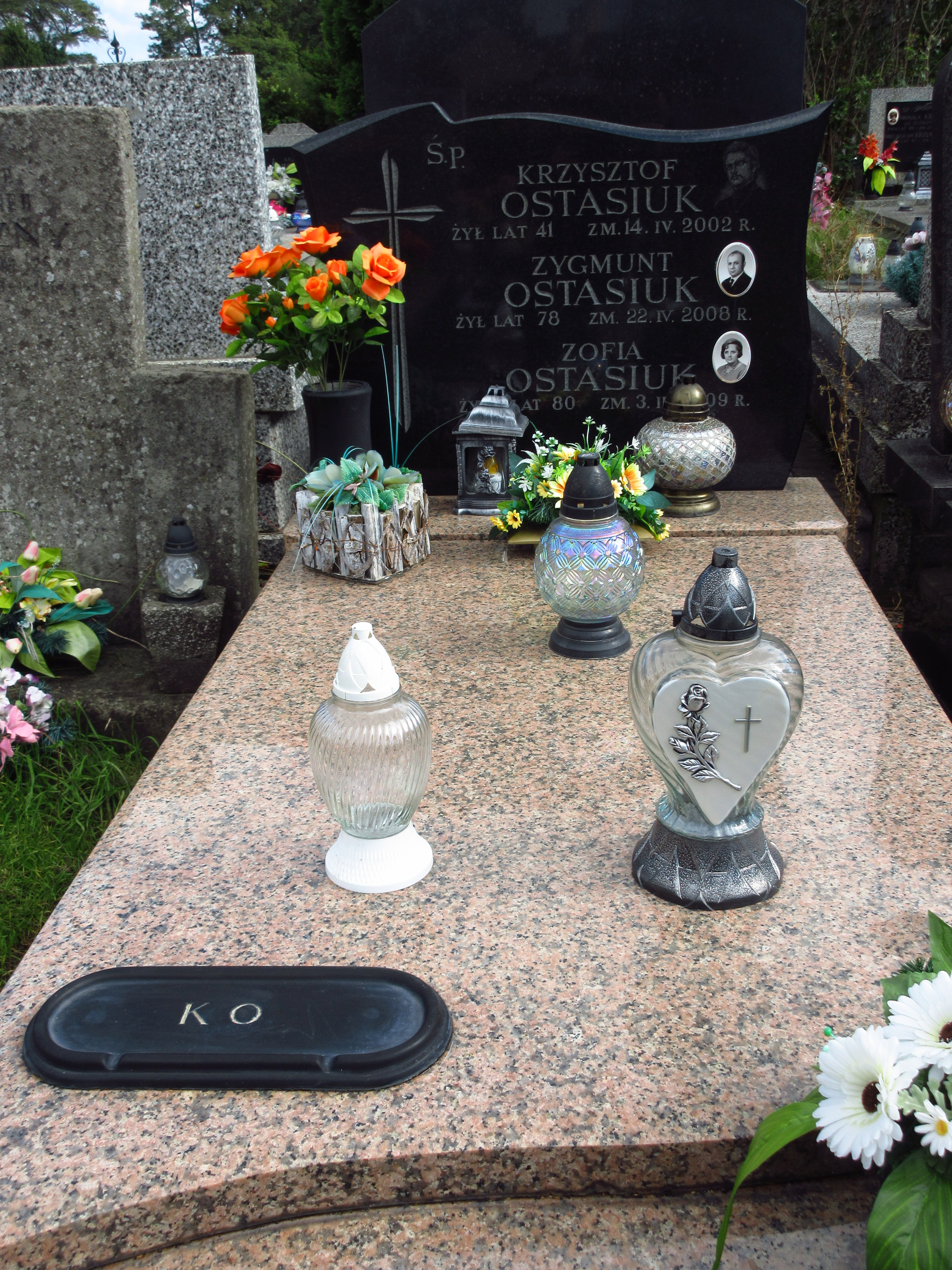
Grób Krzysztofa Ostasiuka na Cmentarzu Bródnowskim.

Mieszkał na warszawskim Bródnie. Zmarł na skutek wylewu, którego doznał przed własnym domem. Według innej wersji zdarzeń przyczyną śmierci Ostasiuka była odma płucna po nieprawidłowo przeprowadzonej reanimacji. Pochowany na cmentarzu Bródnowskim w Warszawie (kw. 80E-2-19). 

## Dyskografia
- 1989: Fatum – Mania szybkości
- 1990: Hetman – Do ciebie gnam
- 1992: Urszula – Urszula & Jumbo
- 1993: Fatum – Demon